# Zdeněk Glückselig

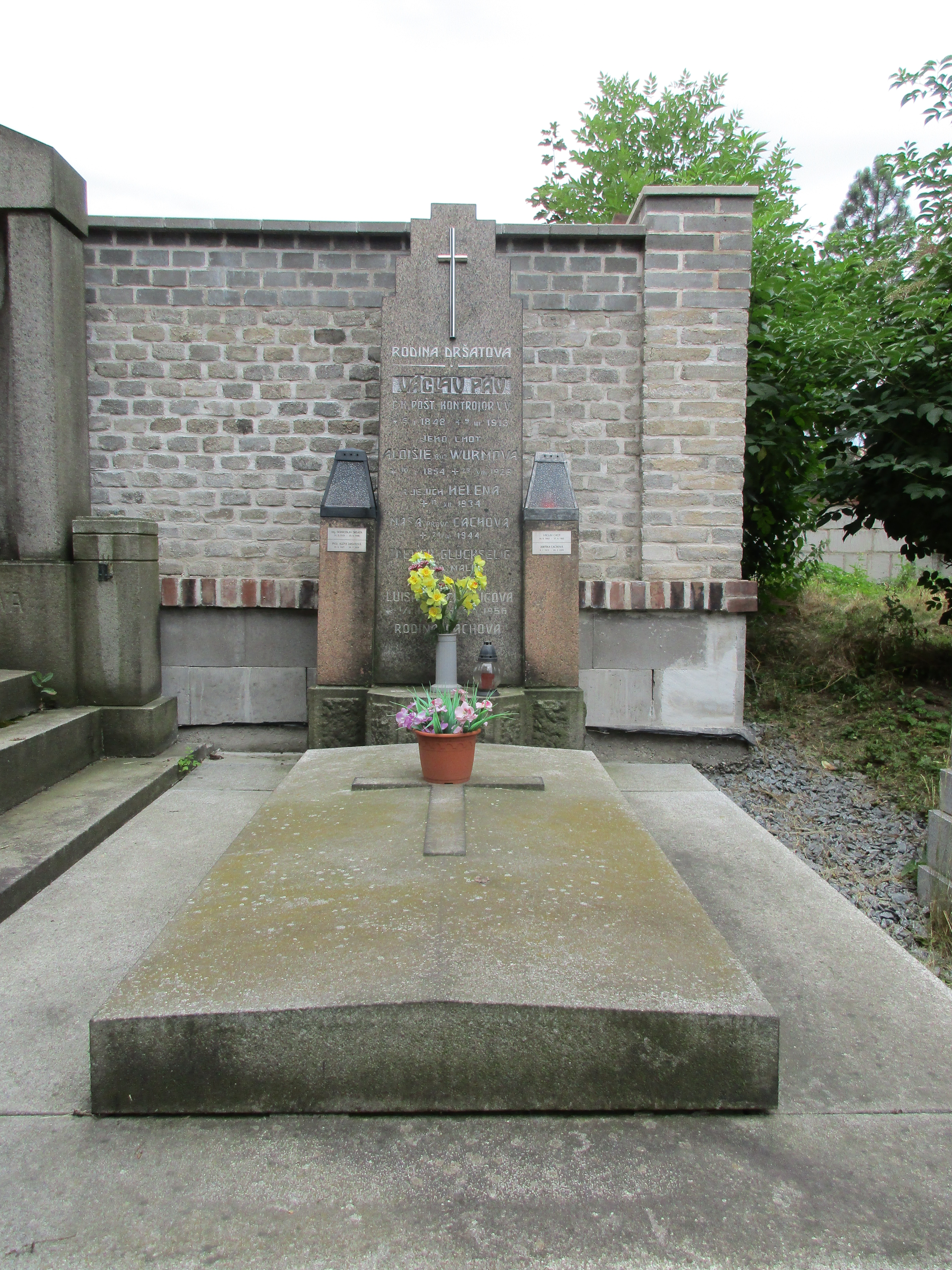
Hrob malíře, portrétisty a krajináře Zdeňka Glückseliga a jeho ženy Luisy, rozené Pávové, koncertní pěvkyně

Zdeněk Glückselig (16. února 1883 Kutná Hora – 13. prosince 1945 Praha) byl český malíř, ilustrátor a restaurátor.

## Život
Narodil se v Kutné Hoře v rodině lesního správce Karla Glückseliga. Od roku 1902 studoval na Uměleckoprůmyslové škole v Praze u prof. E. K. Lišky, poté přestoupil na pražskou Akademii výtvarného umění, kde studoval u prof. V. Bukovace a R. Ottenfelda a v roce 1909 studium dokončil. Od roku 1910 byly zveřejňovány reprodukce jeho obrazů ve Zlaté Praze. V roce 1912 obdržel Hlávkovo cestovní stipendium na cestu do Itálie, kam záhy odjel a studoval malbu starých mistrů a ze studijních účelů pořizoval i kopie jejich obrazů. Po první světové válce maloval hojně na Orlicku, později na Českomoravské vysočině a taktéž maloval zákoutí a pamětihodnosti staré Litomyšle. Pro tamější městskou obrazárnu restauroval obrazy Mařáka a Dvořáka. Podílel se coby autor na výzdobě Rolnické vzájemné pojišťovny v Praze, výzdobě ředitelny Agrobanky v Bratislavě, banky Slavie v Praze a na panoramatu lázní v Piešťanech a v tamějším Thermal paláci. Jeho obrazy zakoupili v minulosti ministr veřejných prací Karel Marek a francouzský generál Mittelhauser. Zemřel roku 1945 v Praze a pohřben je na Vršovickém hřbitově.
Zdeněk Glückselig byl malíř krajin, podobizen, tvůrce plakátů a též zručný restaurátor. Jeho manželkou byla koncertní pěvkyně a nakladatelka Luisa Glückseligová roz. Pávová(*1.1.1893 Praha - †1955 Klášterec nad Orlicí).

## Galerie

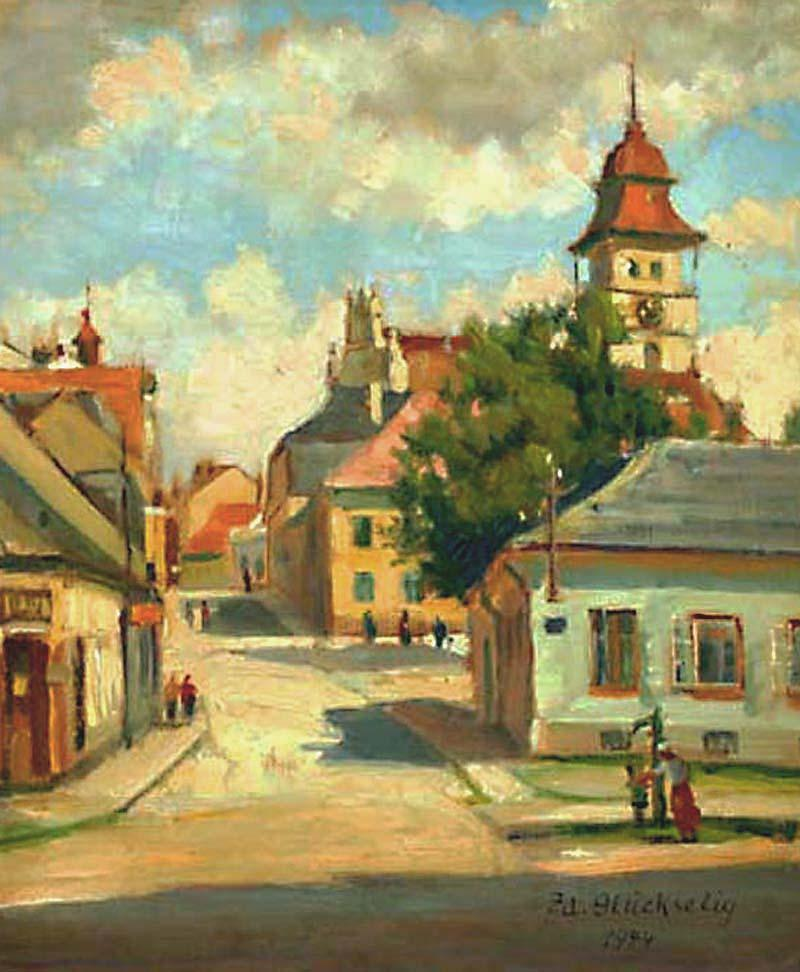
Ulice ke kostelu (1944)
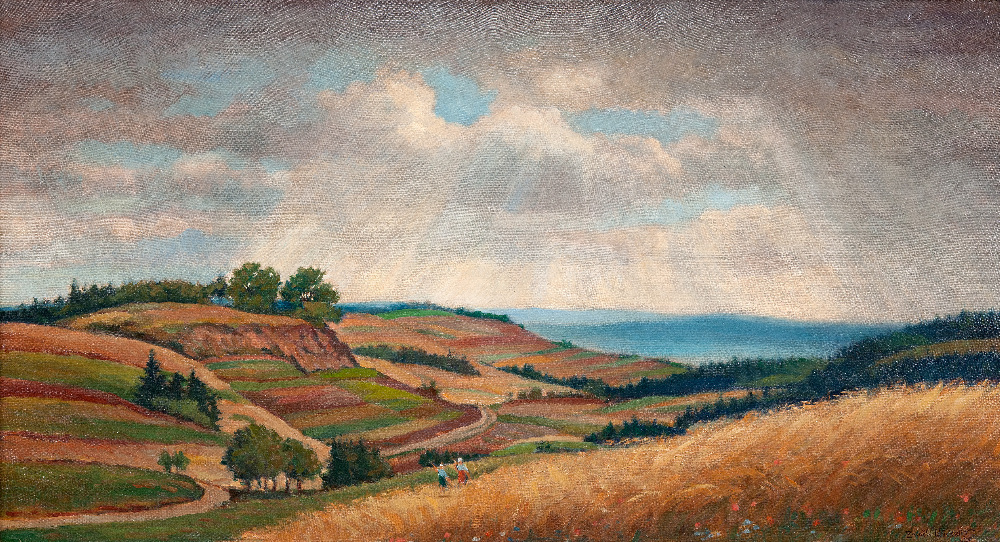
Krajina u Poličky
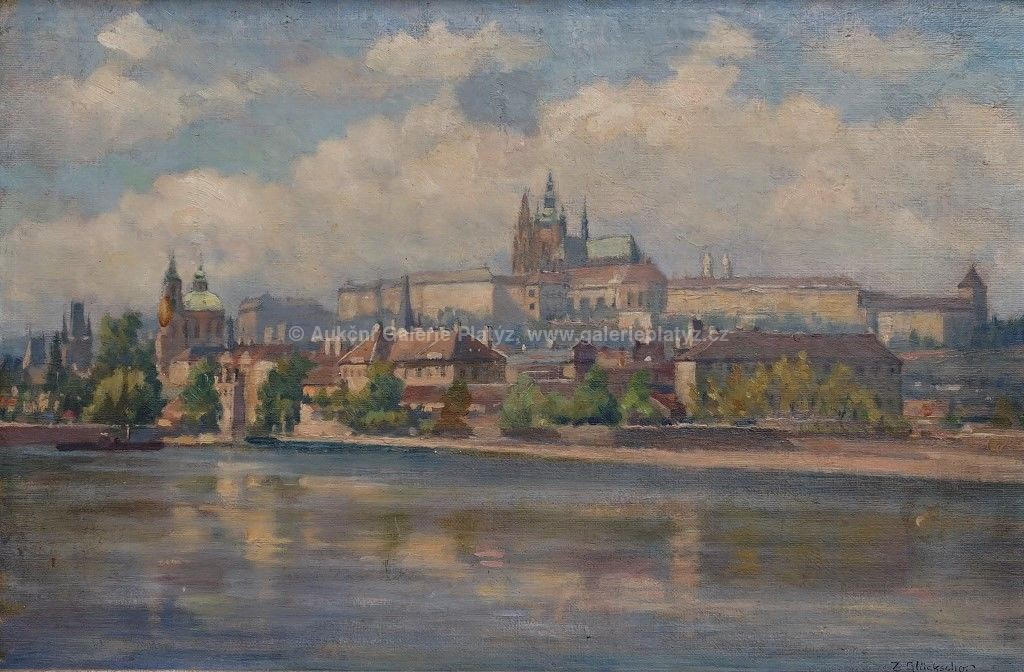
Pohled na Pražský hrad
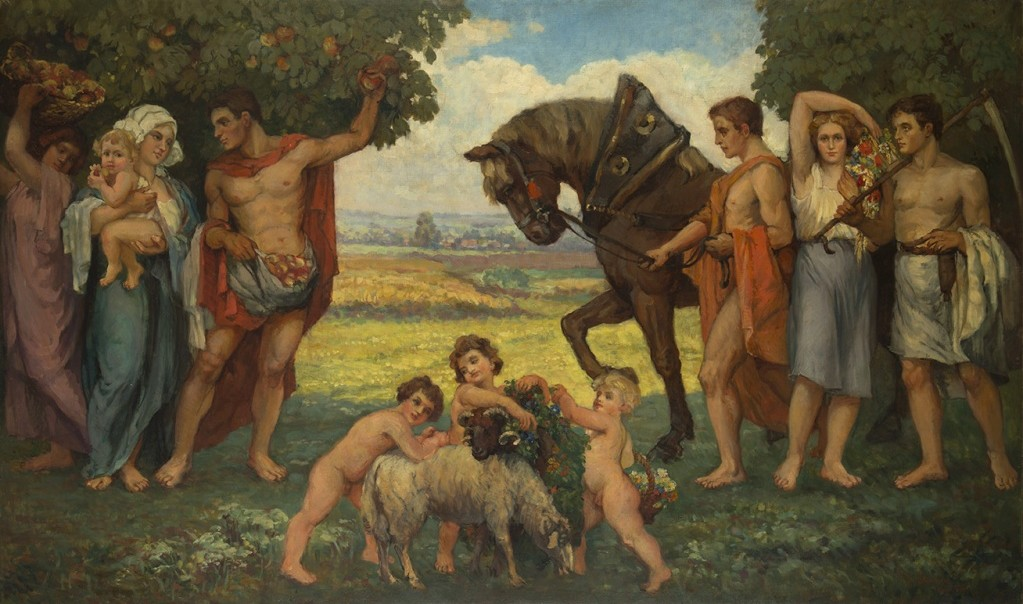
Alegorie rolnictví
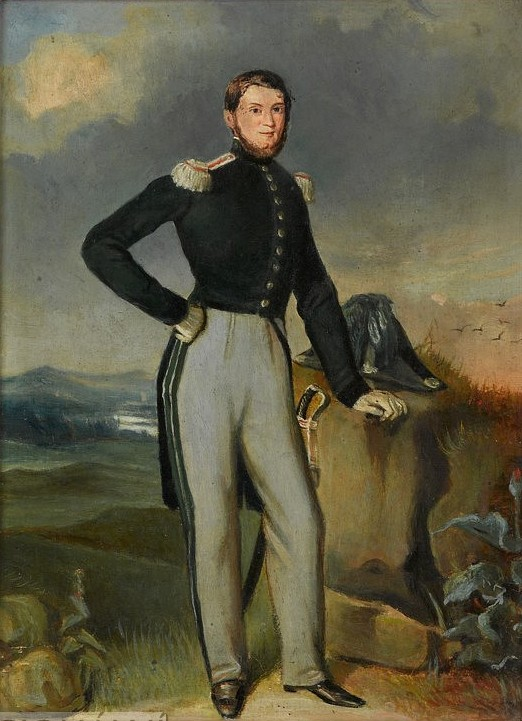
Portrét neznámého důstojníka v uniformě
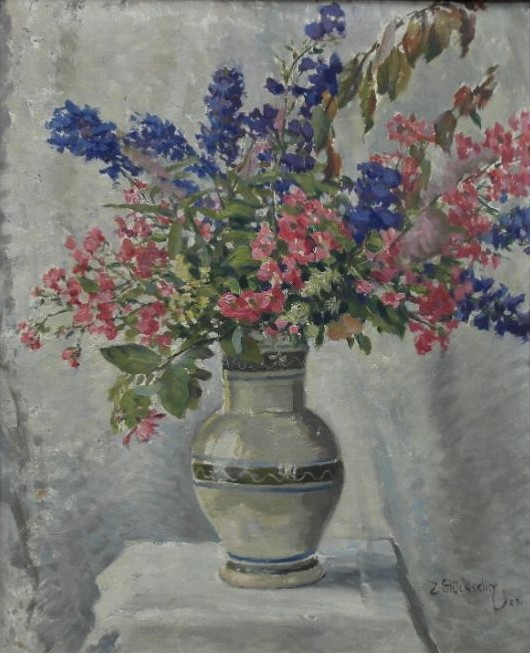
Kytice
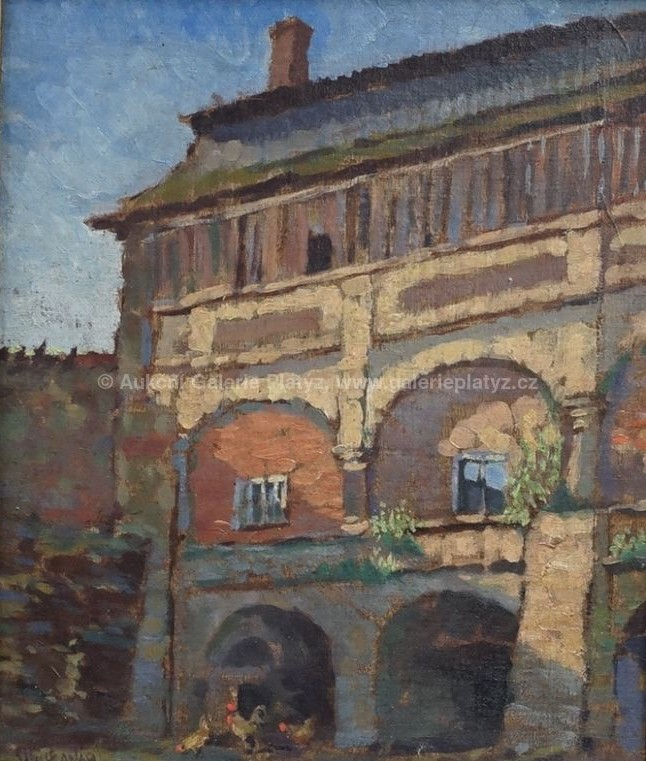
Staropražské zákoutí